# Linus Weber
Linus Weber (Gera, 1 de novembro de 1999) é um jogador de voleibol alemão que atua na posição de oposto.

## Carreira

### Clube
Weber atuou pela equipe federal do VC Olympia Berlin de 2016 a 2019. Disputou os playoffs do Campeonato Alemão de 2018–19 pelo Berlin Recycling Volleys, onde se sagrou campeão do torneio derrotando o VfB Friedrichshafen por 3 a 2 na série final. Na temporada seguinte foi atuar no voleibol italiano pelo Allianz Milano. Em 2020 voltou a atuar em seu país natal pelo VfB Friedrichshafen onde foi vice-campeão do Campeonato Alemão de 2020–21.
Em 2021 o oposto voltou a atuar no voleibol italiano após assinar contrato com o Kioene Padova. No final de seus compromissos com o clube de Pádua, mudou-se para o Catar para se juntar ao Al Rayyan para competir a Copa Emir. No entanto, a experiência durou apenas uma partida, após ser derrotado pelo Al-Arabi, culminando na eliminação do clube na competição.
Ao término da temporada, o atleta alemão se transferiu para o campeonato polonês para defender as cores do Projekt Warszawa.

### Seleção
Weber foi vice-campeão do Campeonato Europeu de 2017 perdendo a final para a seleção russa por 3 sets a 2.

## Títulos
Berlin Recycling Volleys
- Campeonato Alemão: 2018–19

Projekt Warszawa
- Copa Challenge: 2023–24

## Clubes
| Anos      | Clube                    |
| --------- | ------------------------ |
| 2016–2019 | VC Olympia Berlin        |
| 2018–2019 | Berlin Recycling Volleys |
| 2019–2020 | Allianz Milano           |
| 2020–2021 | VfB Friedrichshafen      |
| 2021–2022 | Kioene Padova            |
| 2022–2022 | Al Rayyan                |
| 2022–     | Projekt Warszawa         |